# Tour of the Alps 2023
Il Tour of the Alps 2023, quarantaseiesima edizione della corsa, valido come prova dell'UCI ProSeries 2023 categoria 2.Pro, si svolse in cinque tappe dal 17 al 21 aprile 2023 su un percorso di 752,6 km, con partenza da Rattenberg, in Austria, e arrivo a Brunico, in Italia. La vittoria fu appannaggio del britannico Tao Geoghegan Hart, il quale completò il percorso in 19h29'50", alla media di 38,798 km/h, precedendo il connazionale Hugh Carthy e l'australiano Jack Haig.

## Tappe
| Tappa  | Data      | Percorso                            | km    | Vincitore di tappa | Leader cl. generale |
| ------ | --------- | ----------------------------------- | ----- | ------------------ | ------------------- |
| 1ª     | 17 aprile | Rattenberg (AUT) > Alpbach (AUT)    | 127,5 | Tao Geoghegan Hart | Tao Geoghegan Hart  |
| 2ª     | 18 aprile | Reith im Alpbachtal (AUT) > Renon   | 165,2 | Tao Geoghegan Hart | Tao Geoghegan Hart  |
| 3ª     | 19 aprile | Renon > San Valentino di Brentonico | 162,5 | Lennard Kämna      | Tao Geoghegan Hart  |
| 4ª     | 20 aprile | Rovereto > Predazzo                 | 152,9 | Gregor Mühlberger  | Tao Geoghegan Hart  |
| 5ª     | 21 aprile | Cavalese > Brunico                  | 144,5 | Simon Carr         | Tao Geoghegan Hart  |
| Totale | Totale    | Totale                              | 752,6 |                    |                     |

## Squadre e corridori partecipanti
| N.    | Cod. | Squadra                           |
| ----- | ---- | --------------------------------- |
| 1-7   | IGD  | Ineos Grenadiers                  |
| 11-17 | TBV  | Bahrain Victorious                |
| 21-26 | EFE  | EF Education-EasyPost             |
| 31-37 | MOV  | Movistar Team                     |
| 41-47 | BOH  | Bora-Hansgrohe                    |
| 51-57 | ACT  | AG2R Citroën Team                 |
| 61-67 | DSM  | Team DSM                          |
| 71-77 | AST  | Astana Qazaqstan Team             |
| 81-87 | IPT  | Israel-Premier Tech               |
| 91-97 | GBF  | Green Project-BardianiCSF-Faizanè |

| N.      | Cod. | Squadra                  |
| ------- | ---- | ------------------------ |
| 101-107 | UXT  | Uno-X Pro Cycling Team   |
| 111-117 | Q36  | Q36.5 Pro Cycling Team   |
| 121-127 | EUS  | Euskaltel-Euskadi        |
| 131-137 | EKP  | Equipo Kern Pharma       |
| 141-147 | CJR  | Caja Rural-Seguros RGA   |
| 151-157 | EOK  | Eolo-Kometa Cycling Team |
| 161-167 | COR  | Team Corratec            |
| 171-177 | AUT  | Austria                  |
| 181-187 | TRI  | Trinity Racing           |

## Dettagli delle tappe

### 1ª tappa
- 17 aprile: Rattenberg (AUT) > Alpbach (AUT) - 127,5 km

Risultati
| Pos. | Corridore          | Squadra | Tempo    |
| ---- | ------------------ | ------- | -------- |
| 1    | Tao Geoghegan Hart | Ineos   | 3h18'00" |
| 2    | Felix Gall         | AG2R    | a 2"     |
| 3    | Hugh Carthy        | EF      | a 4"     |

| Pos. | Corridore          | Squadra | Tempo    |
| ---- | ------------------ | ------- | -------- |
| 1    | Tao Geoghegan Hart | Ineos   | 3h17'50" |
| 2    | Felix Gall         | AG2R    | a 6"     |
| 3    | Hugh Carthy        | EF      | a 10"    |

### 2ª tappa
- 18 aprile: Reith im Alpbachtal (AUT) > Renon - 165,2 km

Risultati
| Pos. | Corridore          | Squadra | Tempo    |
| ---- | ------------------ | ------- | -------- |
| 1    | Tao Geoghegan Hart | Ineos   | 3h57'42" |
| 2    | Jack Haig          | Bahrain | s.t.     |
| 3    | Santiago Buitrago  | Bahrain | a 2"     |

| Pos. | Corridore          | Squadra | Tempo    |
| ---- | ------------------ | ------- | -------- |
| 1    | Tao Geoghegan Hart | Ineos   | 7h15'22" |
| 2    | Felix Gall         | AG2R    | a 18"    |
| 3    | Hugh Carthy        | EF      | a 22"    |

### 3ª tappa
- 19 aprile: Renon > San Valentino di Brentonico - 162,5 km

Risultati
| Pos. | Corridore           | Squadra | Tempo    |
| ---- | ------------------- | ------- | -------- |
| 1    | Lennard Kämna       | Bora    | 4h06'13" |
| 2    | Aleksandr Vlasov    | Bora    | a 4"     |
| 3    | Jefferson A. Cepeda | EF      | s.t.     |

| Pos. | Corridore         | Squadra | Tempo     |
| ---- | ----------------- | ------- | --------- |
| 1    | T. Geoghegan Hart | Ineos   | 11h21'39" |
| 2    | Hugh Carthy       | EF      | a 22"     |
| 3    | Jack Haig         | Bahrain | a 28"     |

### 4ª tappa
- 20 aprile: Rovereto > Predazzo - 152,9 km

Risultati
| Pos. | Corridore         | Squadra     | Tempo    |
| ---- | ----------------- | ----------- | -------- |
| 1    | Gregor Mühlberger | Movistar    | 4h16'53" |
| 2    | Torstein Træen    | Uno-X       | s.t.     |
| 3    | Giulio Pellizzari | Gr. Project | s.t.     |

| Pos. | Corridore         | Squadra | Tempo     |
| ---- | ----------------- | ------- | --------- |
| 1    | T. Geoghegan Hart | Ineos   | 15h41'54" |
| 2    | Hugh Carthy       | EF      | a 22"     |
| 3    | Jack Haig         | Bahrain | a 28"     |

### 5ª tappa
- 21 aprile: Cavalese > Brunico - 144,5 km

Risultati
| Pos. | Corridore         | Squadra | Tempo    |
| ---- | ----------------- | ------- | -------- |
| 1    | Simon Carr        | EF      | 3h43'28" |
| 2    | Georg Steinhauser | EF      | a 53"    |
| 3    | Matteo Fabbro     | Bora    | s.t.     |

| Pos. | Corridore         | Squadra | Tempo     |
| ---- | ----------------- | ------- | --------- |
| 1    | T. Geoghegan Hart | Ineos   | 19h29'50" |
| 2    | Hugh Carthy       | EF      | a 22"     |
| 3    | Jack Haig         | Bahrain | a 28"     |

## Evoluzione delle classifiche
| Tappa              | Vincitore          | Classifica generale Maglia verde | Classifica scalatori Maglia azzurra | Classifica a punti Maglia rossa | Classifica giovani Maglia bianca | Classifica a squadre |
| ------------------ | ------------------ | -------------------------------- | ----------------------------------- | ------------------------------- | -------------------------------- | -------------------- |
| 1ª                 | Tao Geoghegan Hart | Tao Geoghegan Hart               | Jefferson Alexander Cepeda          | Tao Geoghegan Hart              | Max Poole                        | Ineos Grenadiers     |
| 2ª                 | Tao Geoghegan Hart | Tao Geoghegan Hart               | Santiago Buitrago                   | Tao Geoghegan Hart              | Max Poole                        | Ineos Grenadiers     |
| 3ª                 | Lennard Kämna      | Tao Geoghegan Hart               | Jefferson Alexander Cepeda          | Tao Geoghegan Hart              | Max Poole                        | Ineos Grenadiers     |
| 4ª                 | Gregor Mühlberger  | Tao Geoghegan Hart               | Jefferson Alexander Cepeda          | Tao Geoghegan Hart              | Max Poole                        | Ineos Grenadiers     |
| 5ª                 | Simon Carr         | Tao Geoghegan Hart               | Sergio Samitier                     | Tao Geoghegan Hart              | Max Poole                        | Bora-Hansgrohe       |
| Classifiche finali | Classifiche finali | Tao Geoghegan Hart               | Sergio Samitier                     | Tao Geoghegan Hart              | Max Poole                        | Bora-Hansgrohe       |

Maglie indossate da altri ciclisti in caso di due o più maglie vinte
- Dalla 2ª alla 5ª tappa Moran Vermeulen ha indossato la maglia rossa al posto di Tao Geoghegan Hart.

## Classifiche finali

### Classifica generale - Maglia verde
| Pos. | Corridore           | Squadra | Tempo     |
| ---- | ------------------- | ------- | --------- |
| 1    | T. Geoghegan Hart   | Ineos   | 19h29'50" |
| 2    | Hugh Carthy         | EF      | a 22"     |
| 3    | Jack Haig           | Bahrain | a 28"     |
| 4    | Jefferson A. Cepeda | EF      | a 36"     |
| 5    | Lorenzo Fortunato   | Eolo    | a 38"     |
| 6    | Lennard Kämna       | Bora    | a 45"     |
| 7    | Pavel Sivakov       | Ineos   | a 56"     |
| 8    | Santiago Buitrago   | Bahrain | a 58"     |
| 9    | Felix Gall          | AG2R    | a 1'20"   |
| 10   | Torstein Træen      | Uno-X   | a 1'34"   |

### Classifica scalatori - Maglia azzurra
| Pos. | Corridore           | Squadra  | Punti |
| ---- | ------------------- | -------- | ----- |
| 1    | Sergio Samitier     | Movistar | 20    |
| 2    | Jefferson A. Cepeda | EF       | 12    |
| 3    | Lennard Kämna       | Bora     | 10    |
| 4    | Antonio Pedrero     | Movistar | 10    |
| 5    | Óscar Rodríguez     | Movistar | 10    |

### Classifica a punti - Maglia rossa
| Pos. | Corridore         | Squadra  | Punti |
| ---- | ----------------- | -------- | ----- |
| 1    | T. Geoghegan Hart | Ineos    | 58    |
| 2    | Moran Vermeulen   | Austria  | 50    |
| 3    | Gregor Mühlberger | Movistar | 39    |
| 4    | Simon Carr        | EF       | 37    |
| 5    | Lennard Kämna     | Bora     | 29    |

### Classifica giovani - Maglia bianca
| Pos. | Corridore          | Squadra | Tempo     |
| ---- | ------------------ | ------- | --------- |
| 1    | Max Poole          | DSM     | 19h31'36" |
| 2    | Johannes Kulset    | Uno-X   | a 1'18"   |
| 3    | Matthew Riccitello | Israel  | a 1'48"   |
| 4    | Finlay Pickering   | Trinity | a 9'46"   |
| 5    | Georg Steinhauser  | EF      | a 13'02"  |

### Classifica a squadre
| Pos. | Squadra               | Tempo     |
| ---- | --------------------- | --------- |
| 1    | Bora-Hansgrohe        | 58h28'15" |
| 2    | Ineos Grenadiers      | a 6'00"   |
| 3    | EF Education-EasyPost | a 7'46"   |
| 4    | Bahrain Victorious    | a 9'50"   |
| 5    | AG2R Citroën Team     | a 13'57"  |